# Changnyeong
Changnyeong är en landskommun (gun) i den sydkoreanska provinsen Södra Gyeongsang. Den har 63 634 invånare (2020). Den administrativa huvudorten är Changnyeong-eup.
Den är indelad i två köpingar (eup) och tolv socknar (myeon):
Bugok-myeon,
Changnyeong-eup,
Daehap-myeon,
Daeji-myeon,
Docheon-myeon,
Gilgok-myeon,
Goam-myeon,
Gyeseong-myeon,
Ibang-myeon,
Jangma-myeon,
Namji-eup,
Seongsan-myeon,
Yeongsan-myeon och
Yueo-myeon.

## Bilder

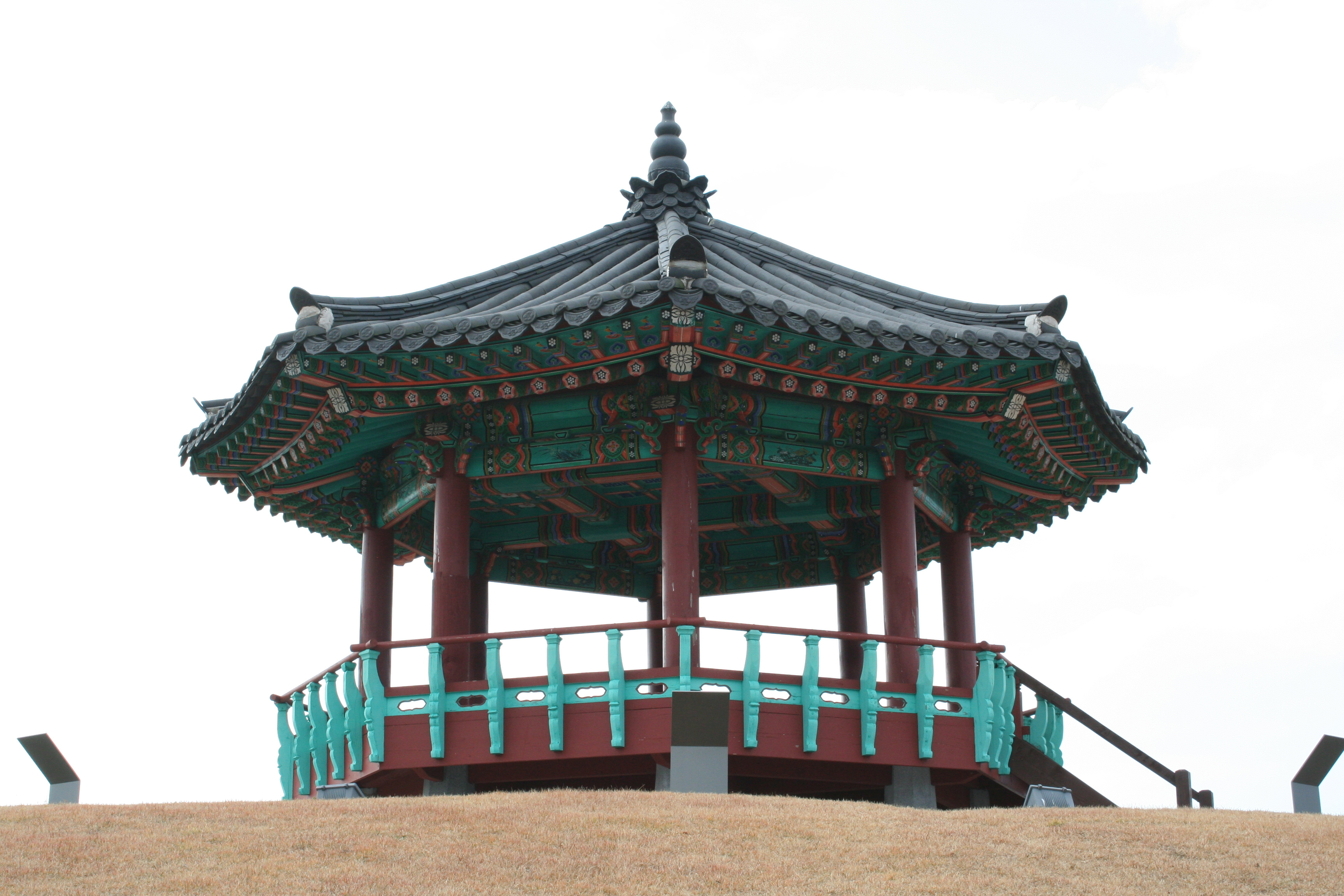
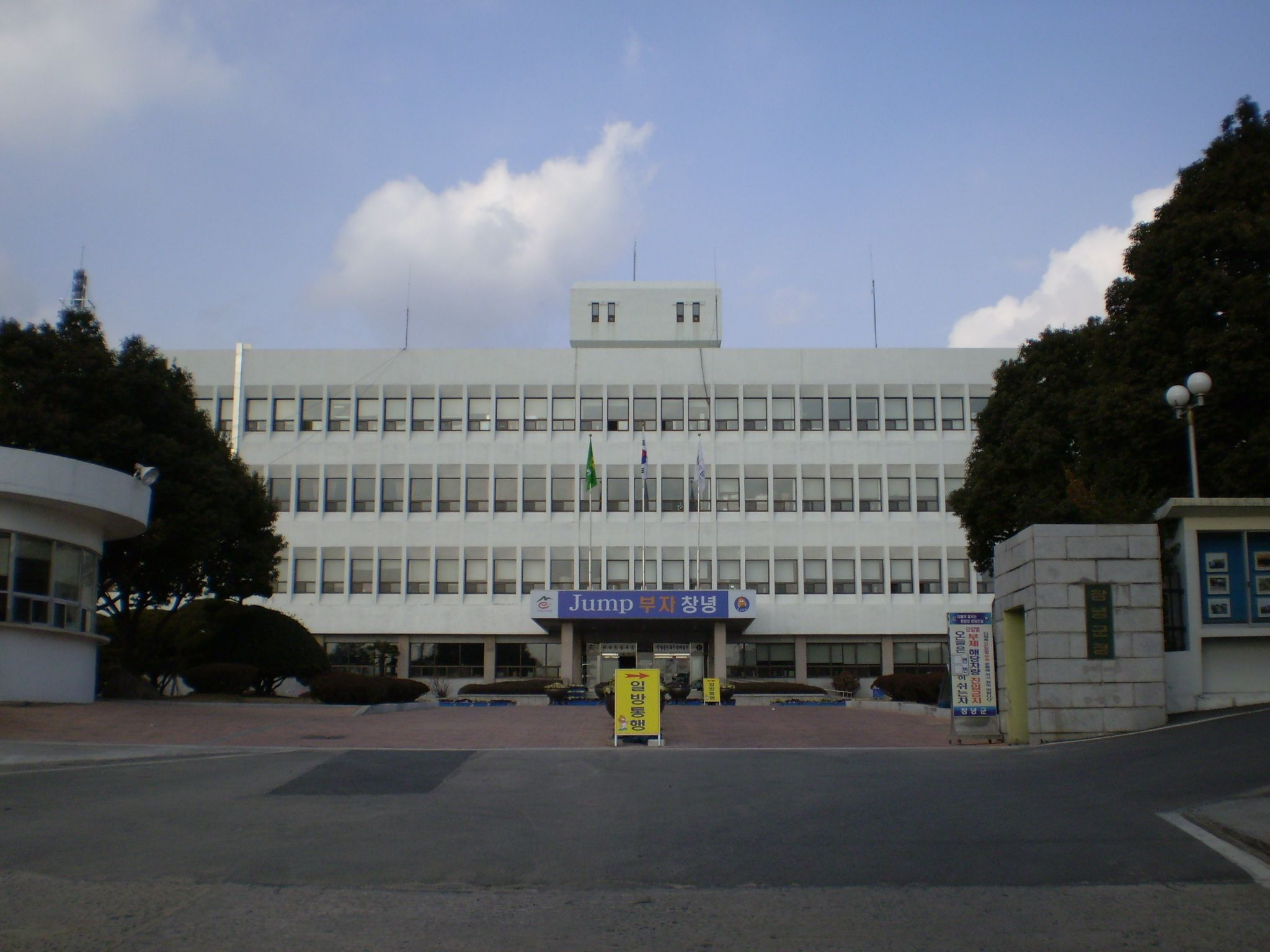
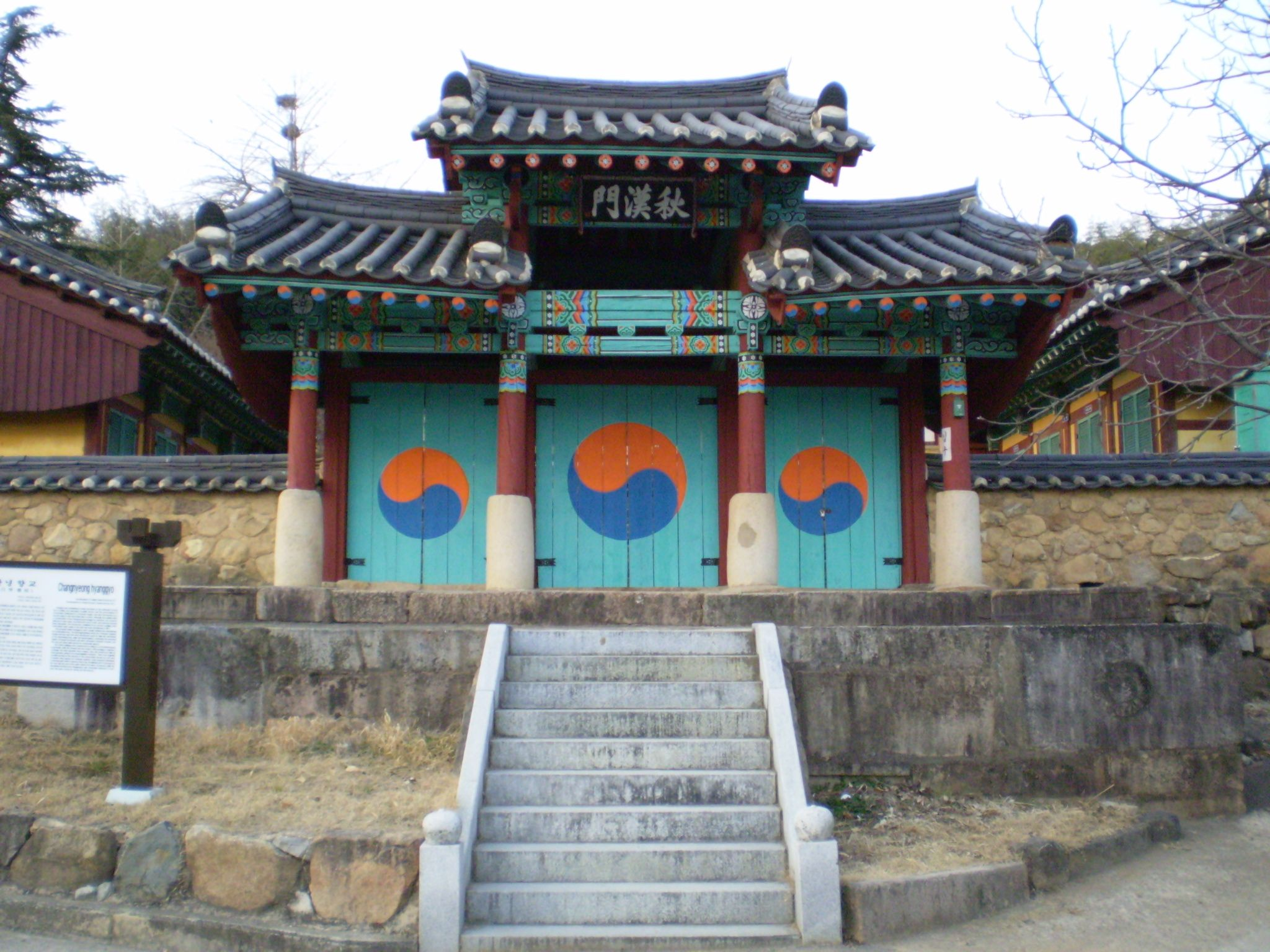
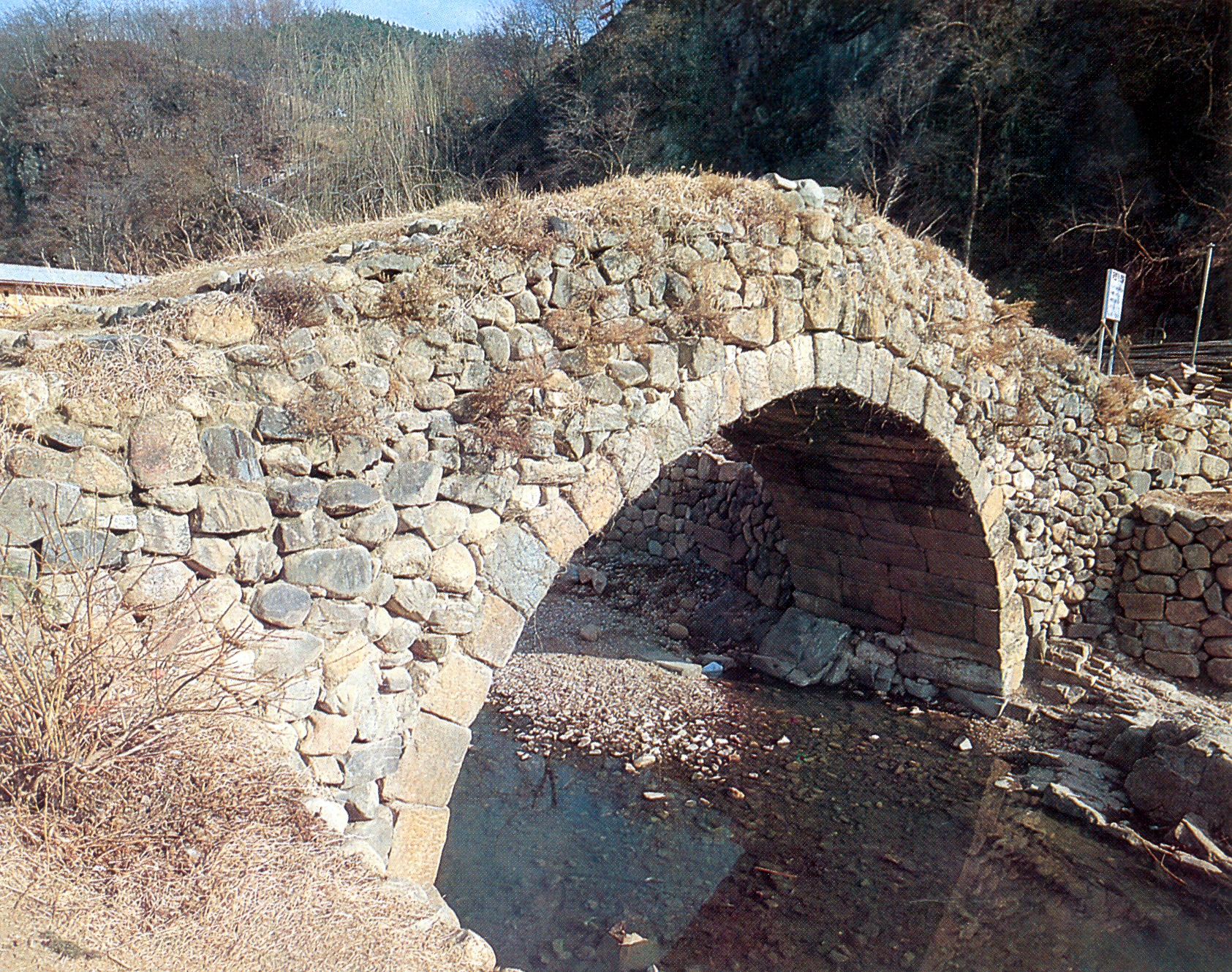

## Vänorter
Changnyeong är vänort med:
- Sendai, Japan
- Changwon, Sydkorea
- Sunchang, Sydkorea
- Shangzhi, Kina